# أرفية الشتاء
أرفية الشتاء أو المَاشُوط ( Operophtera brumata ) هي عثة من فصيلة أرفية، وفيرةٌ في أوروبا والشرق الأدنى وكائن دراسة مشهور لتقييم تغيّر أعداد الحشرات.  وهي واحدة من عدد قليل جدًا من قشريات الأجنحة في المناطق المعتدلة التي ينشط فيها البالغون في أواخر الخريف وأوائل الشتاء. يستخدم البالغون مادة ماصة للحرارة للحركة في درجات الحرارة الباردة هذه.  الأنثى من هذا النوع تكاد تكون بلا أجنحة ولا تستطيع الطيران، لكن الذكر مجنح بالكامل ويطير. بعد الصقيع الأولي في أواخر الخريف، تخرج الإناث من الخادرة الخاصة بها ، وتمشي إلى الأشجار صعودًا، وهناك تنبعث منها الفيرومونات في المساء لجذب الذكور. بعد أن أُخصبت، تصعد لتضع في المتوسط حوالي 100 بيضة. عادة، كلما كانت أنثى العثة أكبر كلما زاد عدد البيض الذي تضعه.
يرقاتها رمداء اللون تركب جميع أنواع الأشجار الحرجية والمثمرة وتلتهم البراعم والأوراق الفتية.

## الوصف

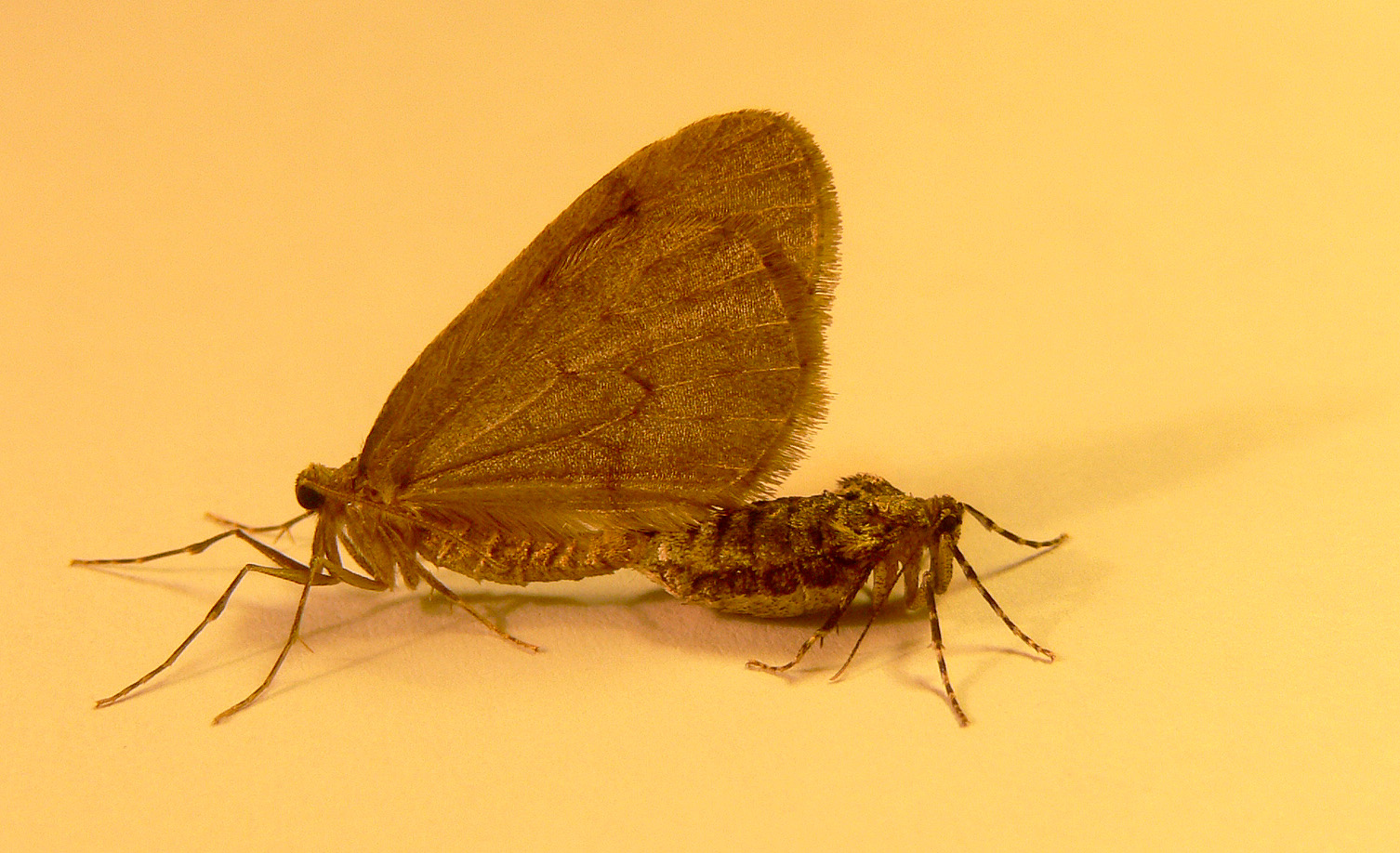
التزاوج. يفضل الذكور الإناث الأكبر حجماً (المزيد من البيض).

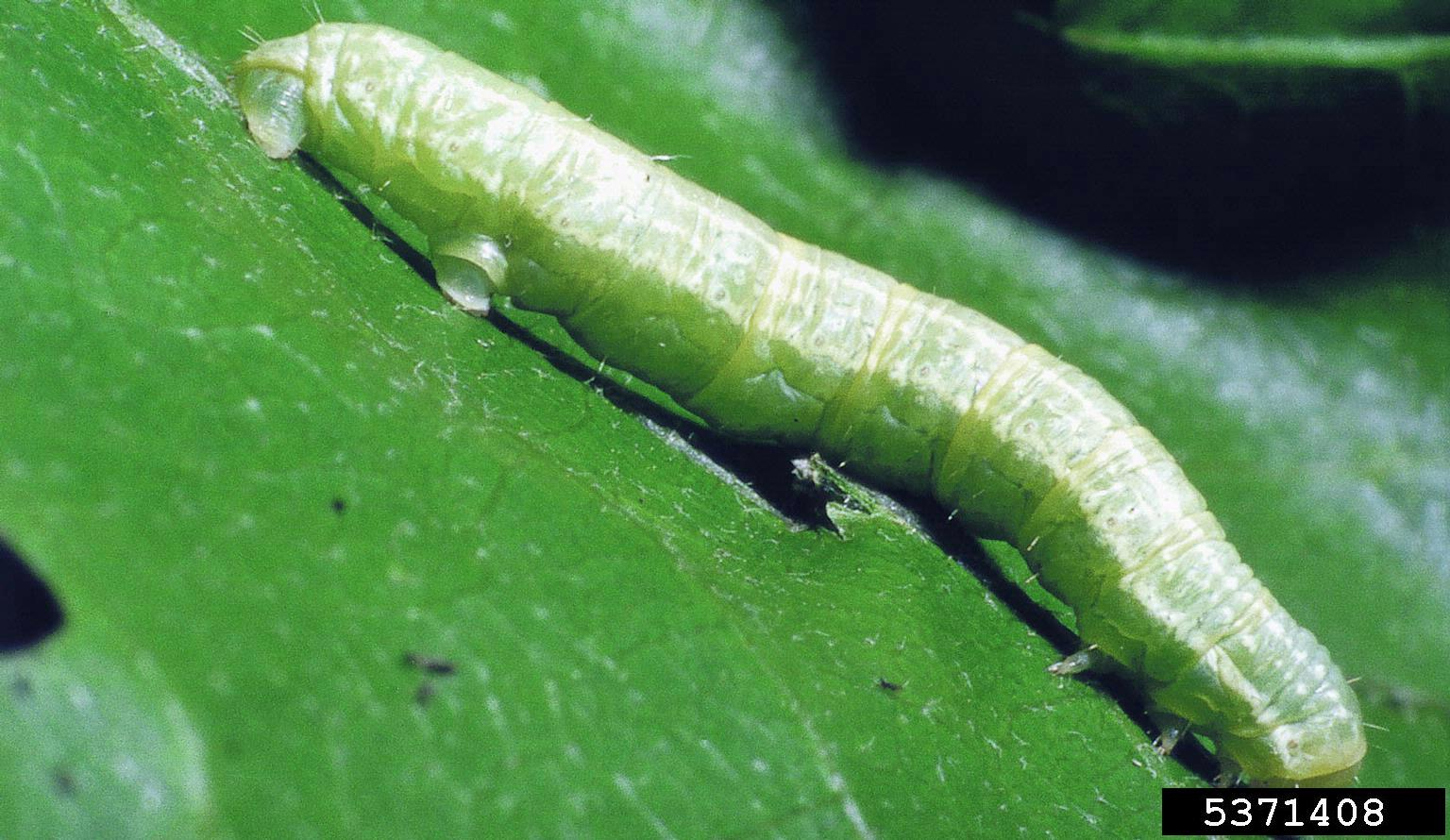
يصل طول اليرقة إلى حوالي 3/4 بوصة.

يُراوح لون الجناح الأمامي للذكور المجنحة من الرمادي الأصفر إلى البيج البني و أحيانًا إلى الحمرة. غالبًا ما تكون أنماط الألوان غير واضحة على شكل شريط بني غامق. الحافة صفراء. الأجنحة الخلفية رمادية شاحبة أو رمادية صفراء. الزبانيان قصيرة وذاتا شعر ناعم. نظرًا لأن إناث عثة الشتاء قللت من الأجنحة تقليلًا كبيرًا، يعتقد الكثيرون أنها عديمة الأجنحة إلا أنا ليست كذلك. الأنثى التي لا تطير بجسم رمادي بني مع بقية جناح بدائية لونها بني إلى رمادي ولها شرائط داكنة. يبلغ طول الجسم لكلا الجنسين حوالي 1.0 سم. يبلغ طول يرقات الفقس 1/10 بوصة (2.5 مم) وسوف تنمو إلى 3/4 بوصة (20 ملم) خلال فترة ستة أسابيع. قد يُخلَط في أمريكا الشمالية بين عثة الشتاء والنوع المحلي القريب Bruce spworm . ومع أنهما مختلفان إلا أنهما يتزاوجان.